# فرودگاه بین‌المللی اریک نیلسون وایتهورس
فرودگاه بین‌المللی اریک نیلسون وایتهورس (به انگلیسی: Erik Nielsen Whitehorse International Airport) یک فرودگاه همگانی باربری با کد یاتا YXY است که یک باند فرود آسفالت دارد و طول باند آن ۵۴۸ متر است. این فرودگاه در کشور کانادا قرار دارد و در ارتفاع ۷۰۶ متری از سطح دریا واقع شده‌است.

## شرکت‌های هواپیمایی و مقصدهای پروازی
| شرکت‌های هواپیمایی  | مقصدهای پروازی |
| ------------------ | --- |
| Air Canada Express | ونکوور |
| Air North          | کالگری، دوسن سیتی، ادمونتون، اینوویک مایک زوبکو، کلونا، اولد کرو، مک‌دونالد-کارتیر اتاوا, ونکوور، یلونایف چارتر: مک‌کاران، ویکتوریا |
| کوندور فلوگدینست   | فصلی: فرانکفورت |
| وست جت             | فصلی: ونکوور |

German leisure airline کوندور فلوگدینست operates seasonal nonstop flights between فرانکفورت and Whitehorse with بوئینگ ۷۶۷ which is the largest aircraft to serve the airport with scheduled passenger flights.